# Lycoperdon utriforme
Lycoperdon utriforme Pierre Bulliard, 1790), sin. Calvatia utriformis (Pierre Bulliard, 1790 ex Otto Jaap, 1918), din încrengătura Basidiomycota în familia Agaricaceae și de genul Lycoperdon, este o specie saprofită de ciuperci și, atât timp cât este tânără, comestibilă, denumită în popor mingea de puf, buretele iepurilor sau bășina calului. Soiul se dezvoltă în România, Basarabia și Bucovina de Nord pe soluri argiloase sau nisipoase prin iarbă, locurile preferate fiind nu numai câmpiile semi-aride, ci, de asemenea, dar mai rar, pădurile sau marginile lor, crescând solitar sau în grupuri mai mici. Acolo, unde pășunile sunt gestionate intensiv, buretele este exterminat. Timpul apariției este din iunie până în octombrie (noiembrie).

## Taxonomie

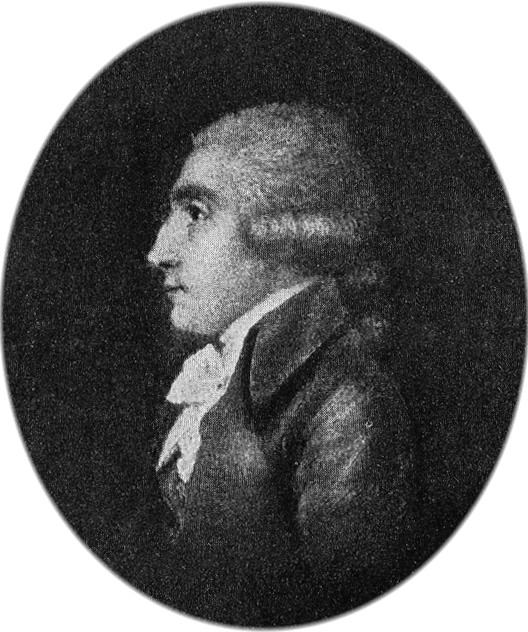
Pierre Bulliard

Specia a fost pomenită de marele om de știință german Jacob Christian Schäffer chiar sub 3 denumiri (Lycoperdon areolatum, Lycoperdon echinatum, Lycoperdon gemmatum) în 1774, indicele însă au fost prea nespecifice. De aceea, numele binomial acceptat este cel determinat de cunoscutul savant francez Pierre Bulliard publicat ca Lycoperdon  utriforme în volumul 10 al marii sale opere Herbier de la France ou, Collection complette des plantes indigenes de ce royaume avec leurs propriétés, et leurs usages en medecine din 1790 (care descrise specia deja cu un an mai în urmă ca Lycoperdon caelatum). Acest taxon este văzut cel valabil în prezent (2020) pe scară largă. 
Dar, din păcate, se ceartă cea de privește numele generic și la această specie. Astfel comitetul de nomenclatură Mycobank o transferă la genul Calvatia conform publicației botanistului german Otto Jaap (1864-1922) din 1918 (!), iar cel Index Fungorum îl declară drept Bovistella utriformis, referindu-se la articolul al micologilor Vincent Demoulin și Yuri A. Rebriev, de verificat în jurnalul botanic Lejeunia din 2017.
Denumirea micologului german Hanns Kreisel (1937-2017) din 1989, anume Handkea utriformis este găsită în special în articole anglo-americane, însă nu este acceptată de mulțimea micologilor. Toate celelalte încercări de redenumire sunt acceptate sinonim, dar nefolosite.
Epitetul este derivat din cuvintele latine (latină uter=furtun pielos umflat) și (latină forma=figură, formă, personaj), datorită aspectului.

## Descriere

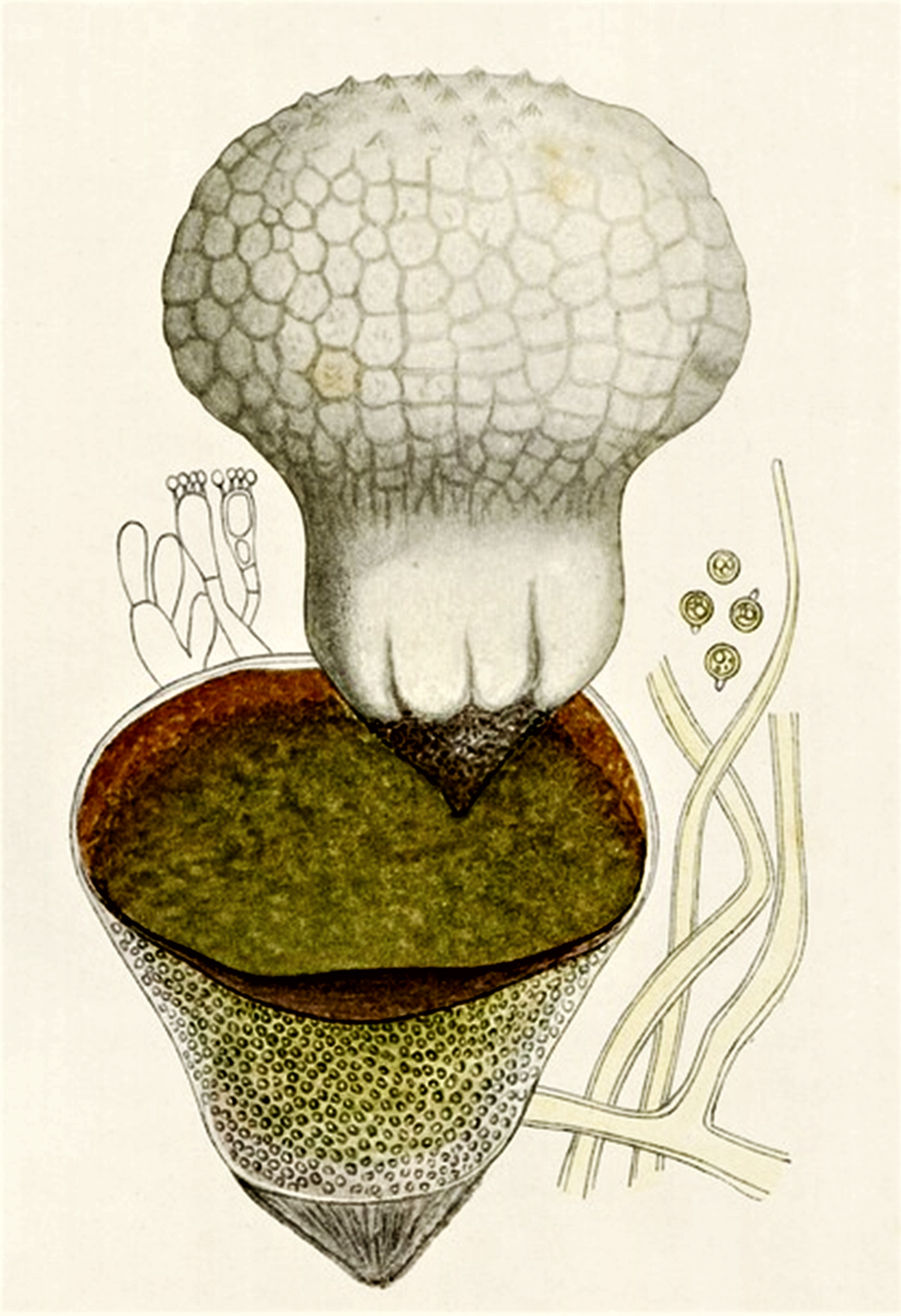
Bres.: Lycoperdon caelatum

- Corpul fructifer: are o grosime 6-15 cm cu o înălțime maximă de 15 cm, având un aspect rotunjor sau ovoidal. Peridia exterioară (înveliș gros al corpului de fructificație la unele ciuperci[17] este de culoare albă, apoi gri, groasă (1 mm), cu suprafața de la aproape neted până la brăzdat în formă de mozaic care se sparge ușor ca o coajă de ou, la presiune și maturitate. Dedesubt se află o altă peridie, mai subțire, denumită Endoperidium sau diafragmă, de culoare gri-plumburie care se dizolvă mai târziu începând de la vârf, făcând astfel posibil eliberarea masei sporilor. Interiorul este la început de asemenea alb, apoi galben-verzui și în sfârșit brun-măsliniu, gleba uscând cu timpul, devenind praf (= sporii). În cele din urmă, în partea centrală se deschide un orificiu (opercul) neregulat prin care sunt eliberați sporii, având astfel posibilitatea de a fi răspândiți de vânt.
- Piciorul:  nu are picior veritabil, dar peridia se îngustează spre bază, rămânând în această zonă neted, dându-i astfel un aspect asemănător.
- Carnea (gleba): este la exemplarele tinere fermă, compactă și albă. Gleba se decolorează însă repede, începând în centru, devenind din ce în ce mai brun-măslinie, mai întâi pufoasă și la sfârșit pulverulentă. Mirosul amintește ușor de fenol, fiind însă fugitiv, gustul exemplarelor tinere este plăcut.[5][6]
- Caracteristici microscopice: are spori rotunjori, netezi și destul de mici cu apicol, având o mărime de 4-5 microni. Pulberea lor este brun-măslinie. Basidiile clavate cu 4 sterigme fiecare măsoară  15-22 x 8-9 microni. Prezintă hife sub-bazidiale hialine (translucide), variabile și septe legate precum pileocistide (elemente sterile de pe suprafața pălăriei) tenace galben-aurii cu o lățime de până la 12µm.[18]
- Reacții chimice: nu sunt cunoscute.[5][6]

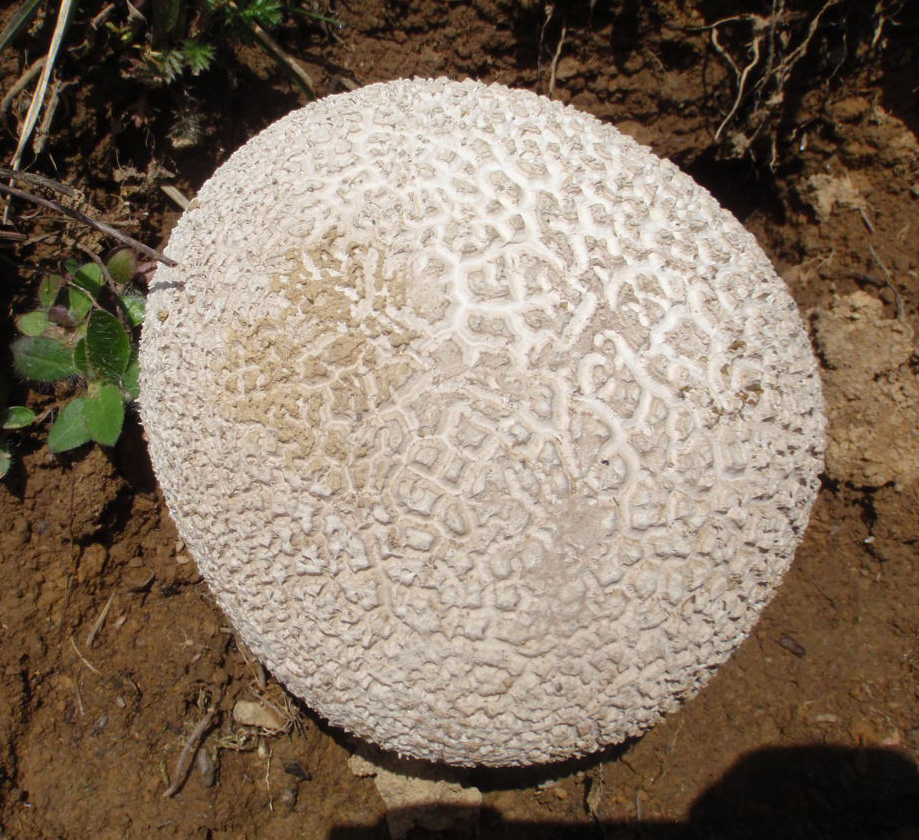
L. utriforme suprafață
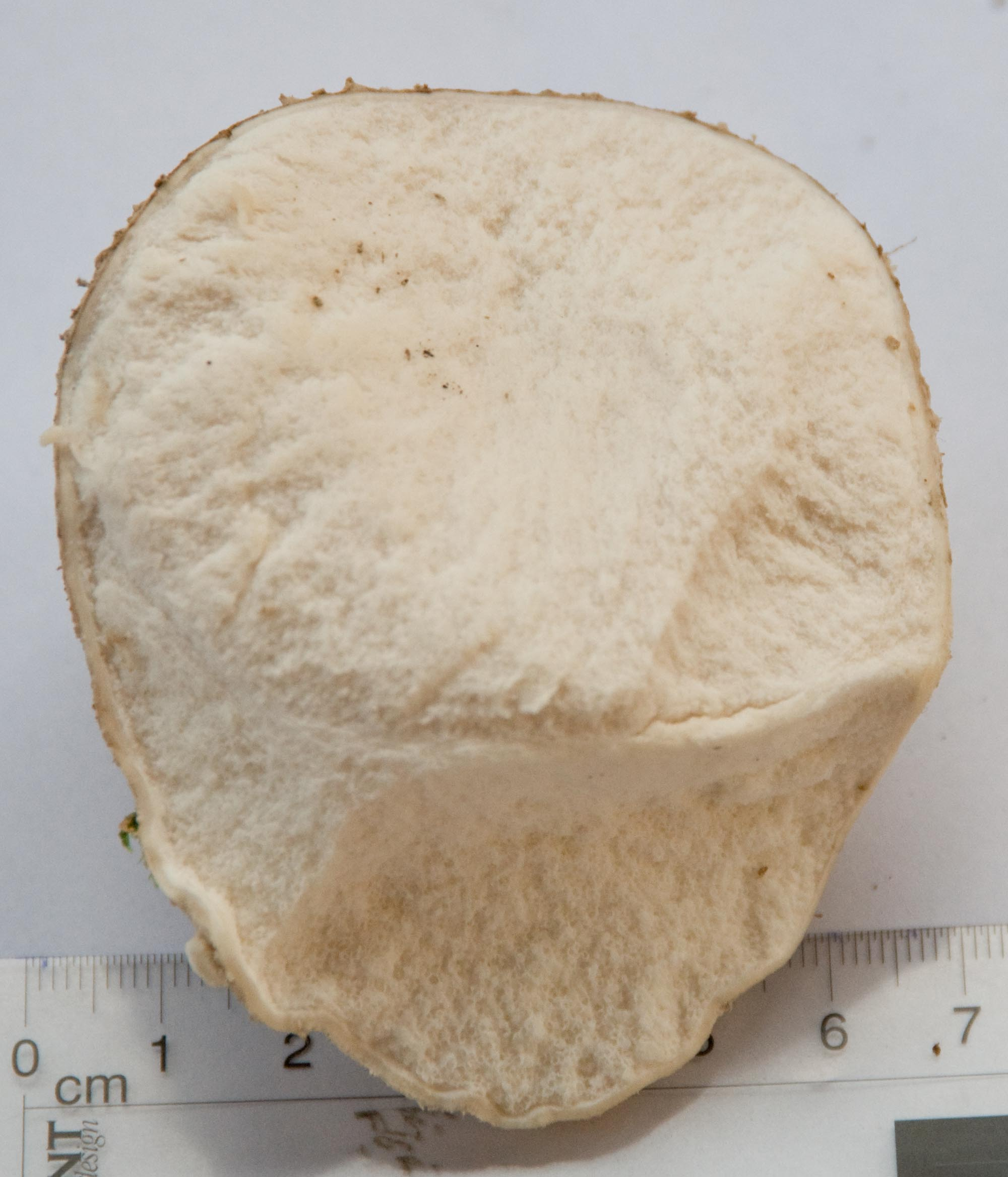
L. utriforme, secțiune longitudinală
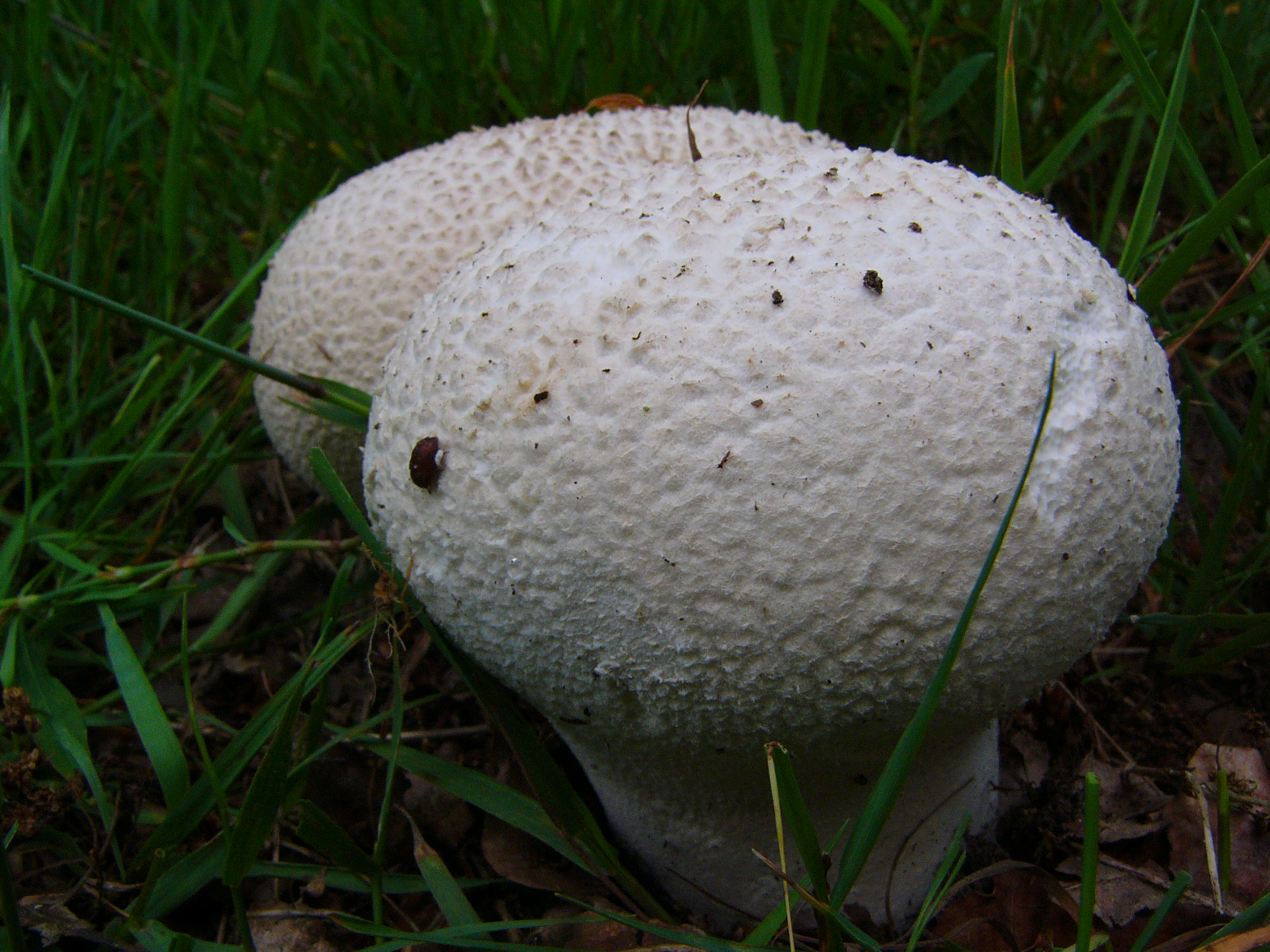
L. utriforme tineri
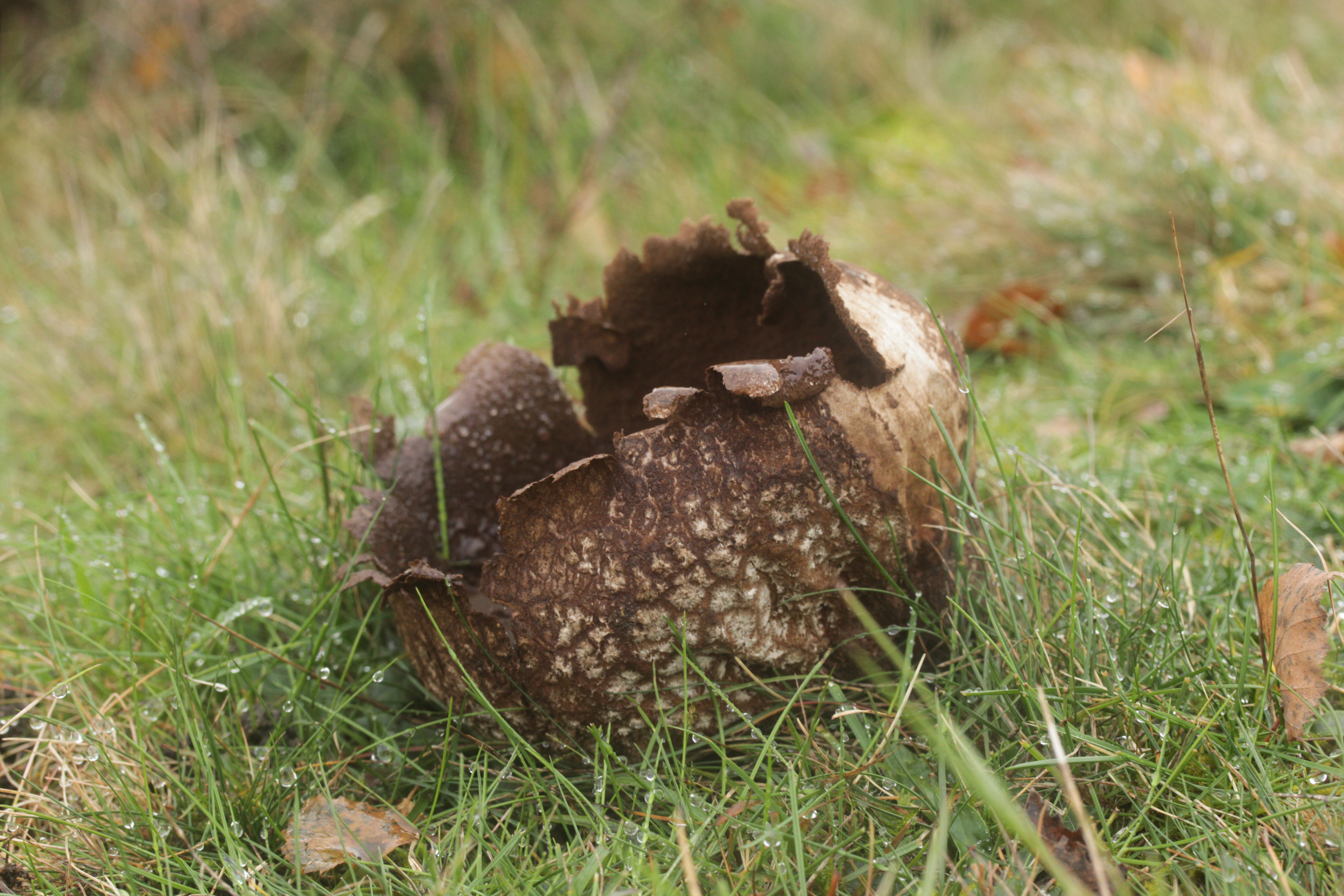
L. utriforme bătrână
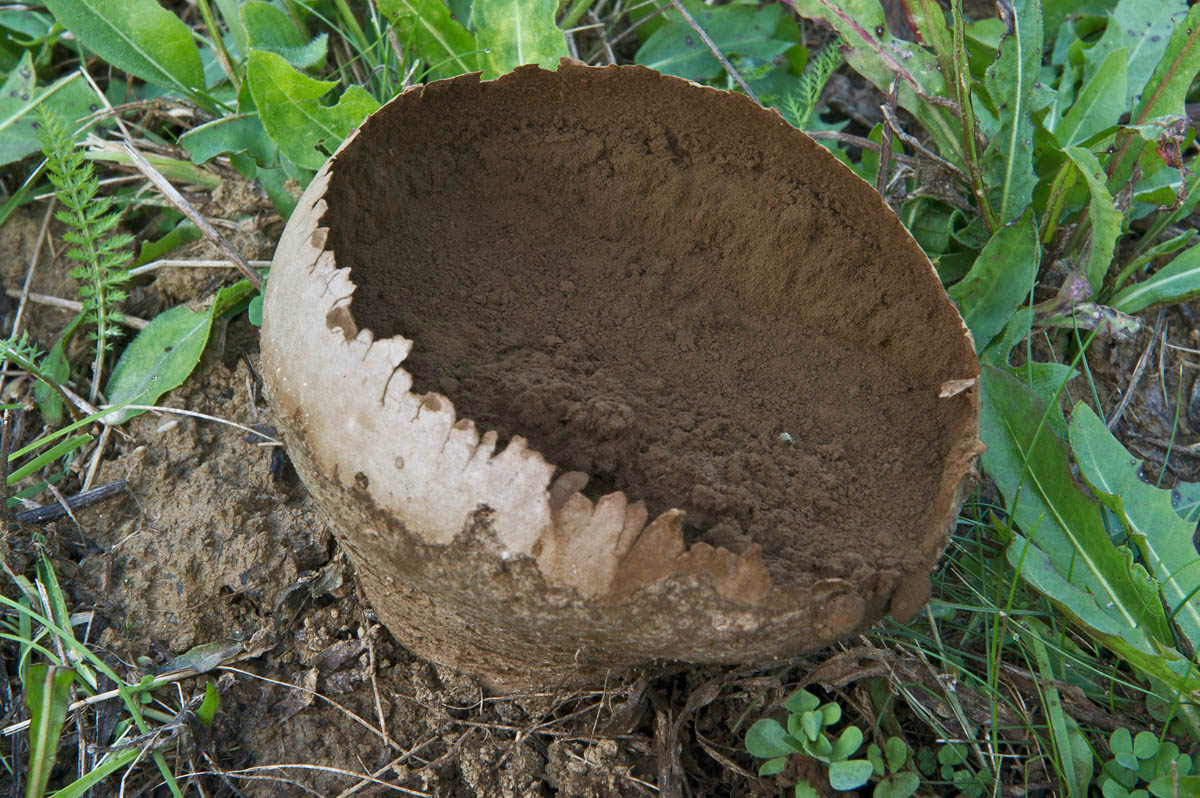
L. utriforme după fructificare

## Confuzii
Cașul ciorii poate fi confundat cu alte soiuri ale genului sau celor strâns înrudite, cu toate comestibile, cum sunt Bovista aestivalis sin. Lycoperdon ericetorum, Bovista plumbea, Lycoperdon candidum sin.  pedicellatum, Lycoperdon echinatum, Lycoperdon ericaeum, Lycoperdon excipuliforme, Lycoperdon marginatum (se spune că ar conține substanțe psiho-active), Lycoperdon molle, Lycoperdon nigrescens sin. foetidum, Lycoperdon pedicellatum, Lycoperdon perlatum, Lycoperdon pratense sin. 
Vascellum pratense, Lycoperdon pyriforme, Lycoperdon umbrinum sau Calvatia cretacea, + imagini, dar, de asemenea, cu forme deschise ale otrăvitorului Scleroderma citrinum sin. vulgare.

## Specii asemănătoare în imagini

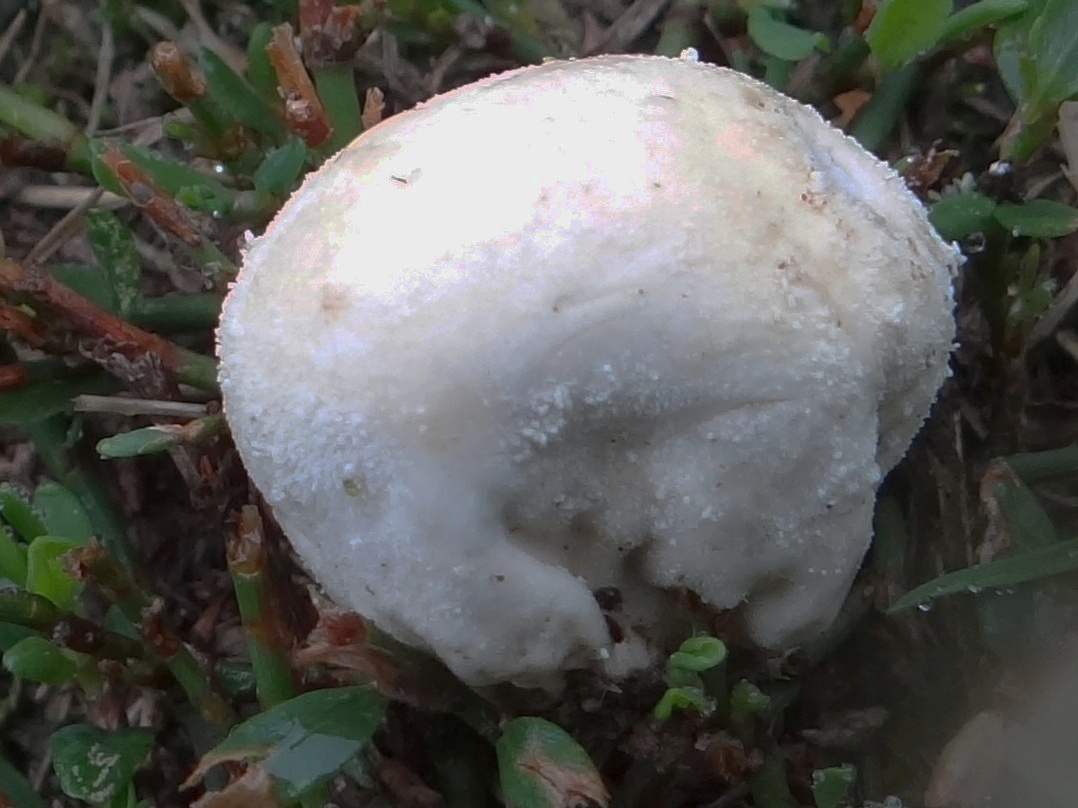
Bovista aestivalis
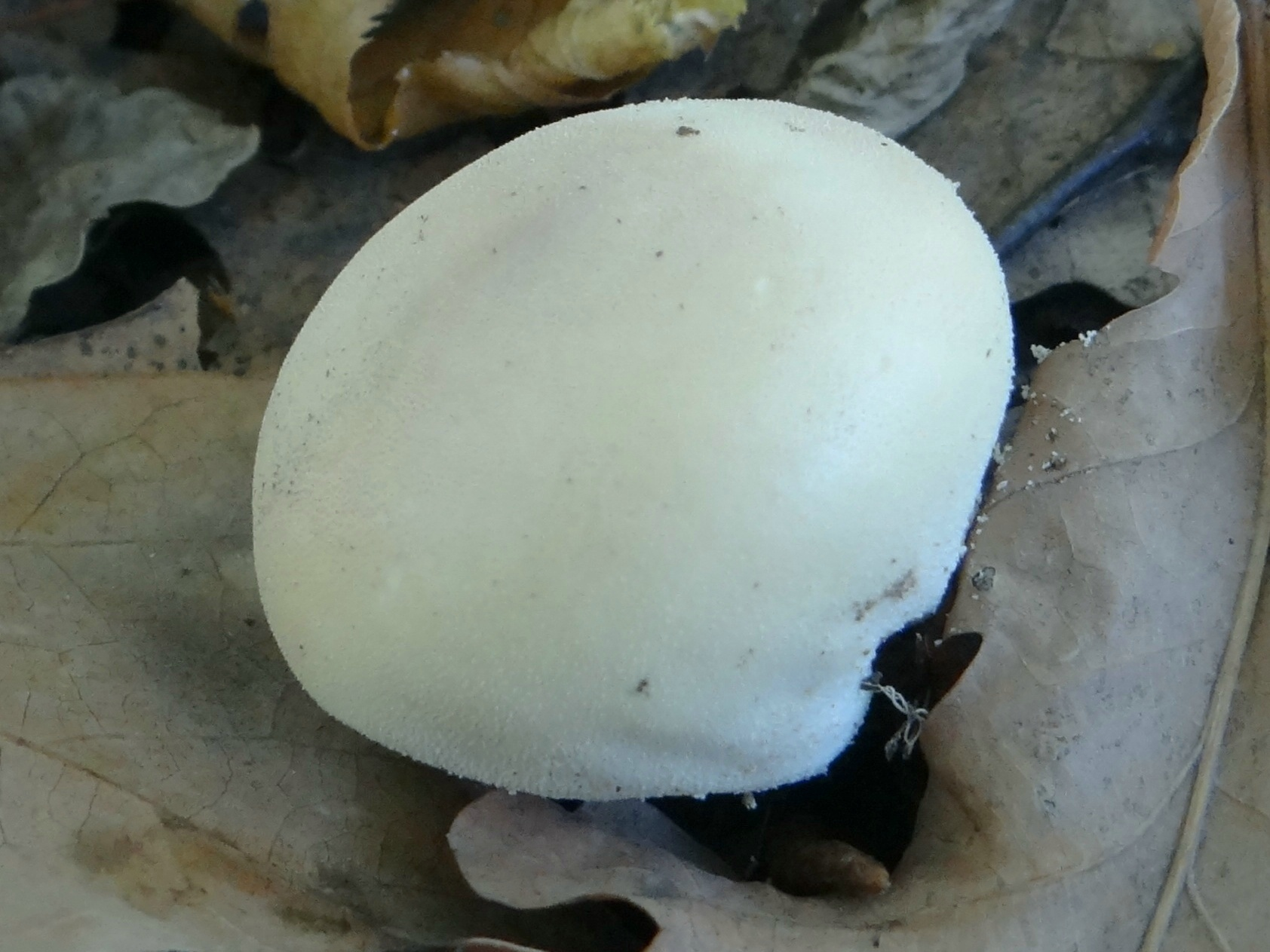
Bovista plumbea
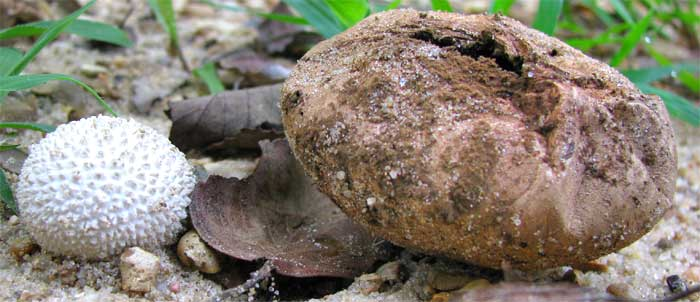
Lycoperdon candidum
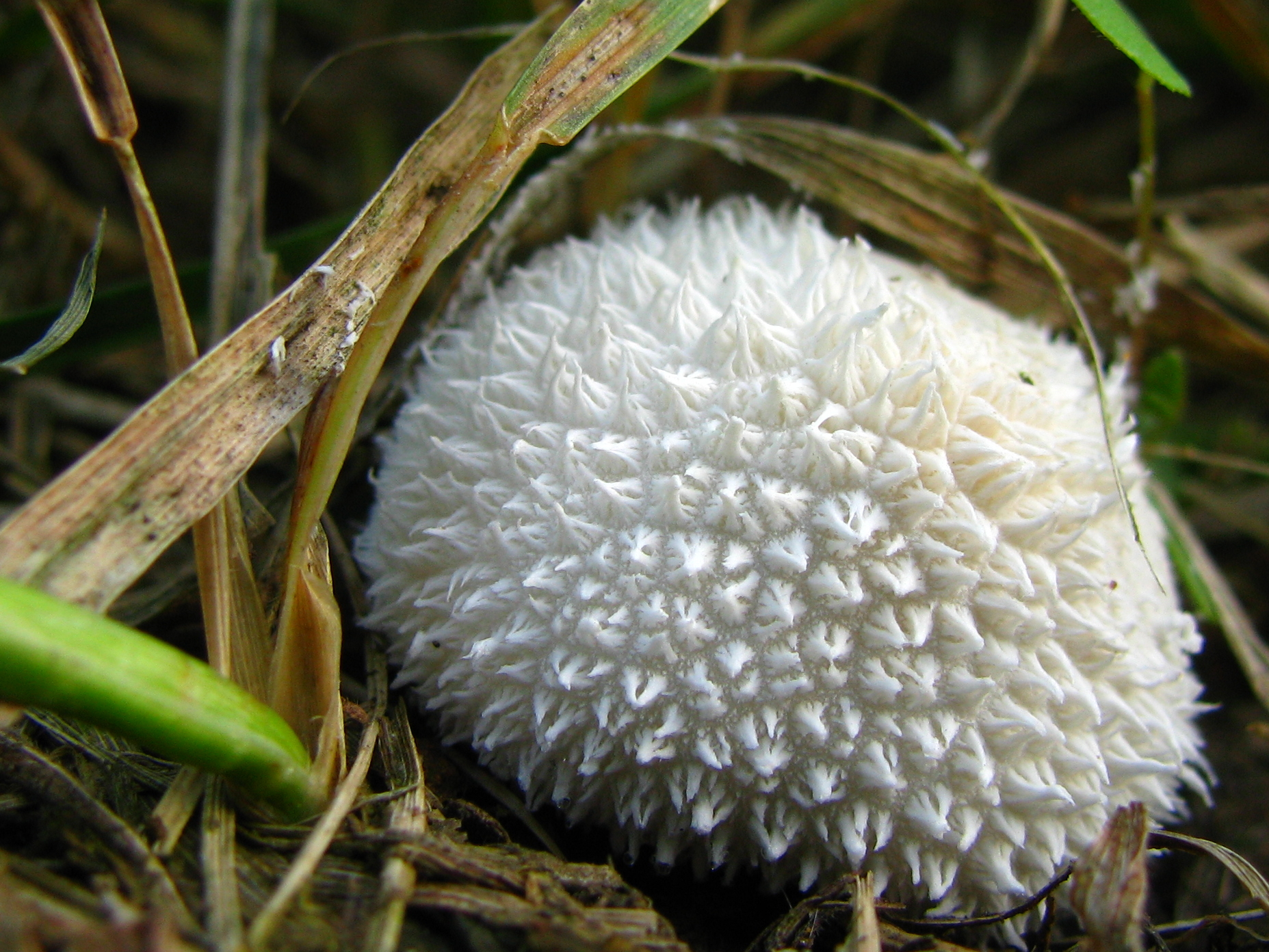
Lycoperdon echinatum
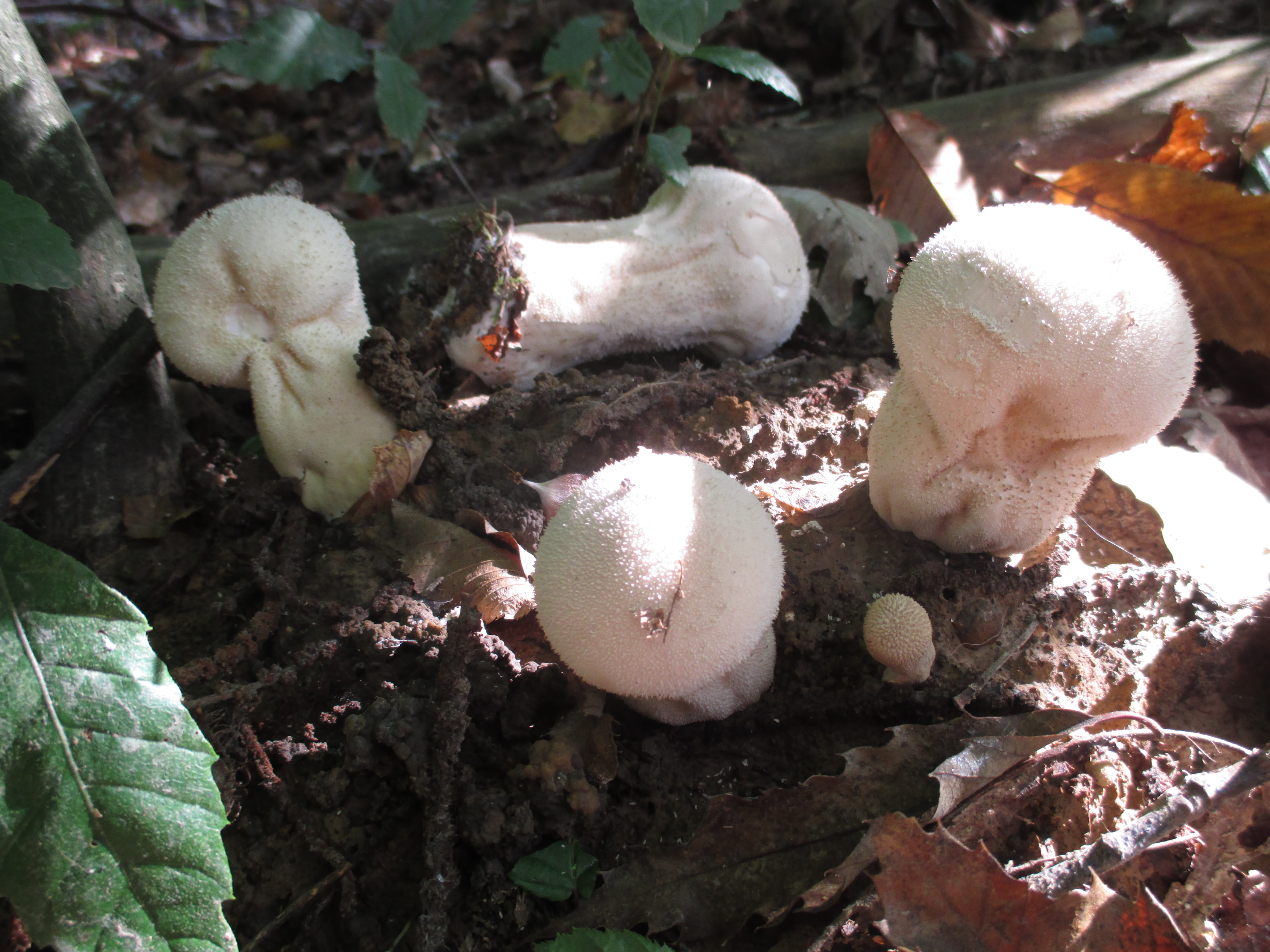
Lycoperdon excipuliforme
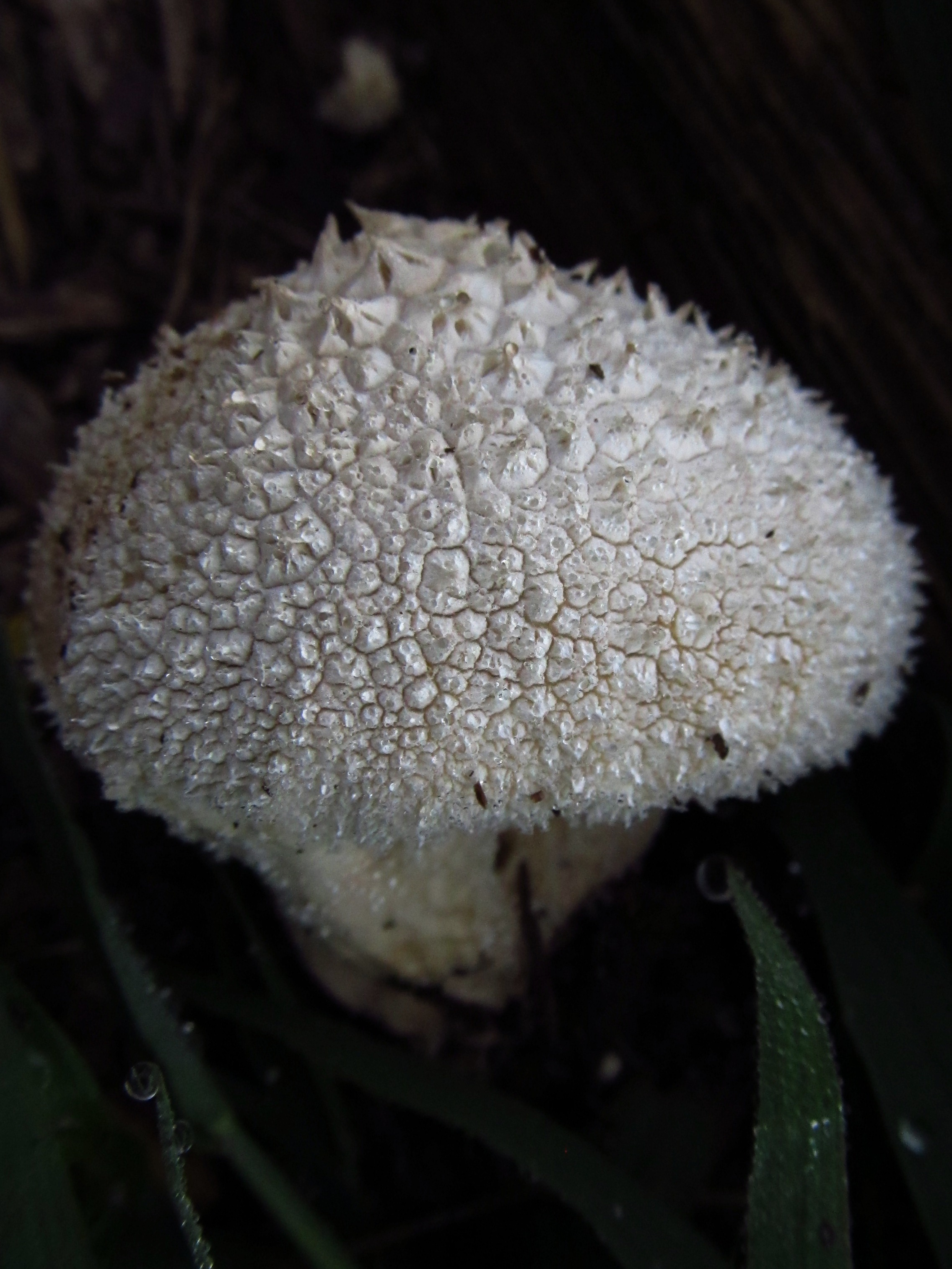
Lycoperdon marginatum
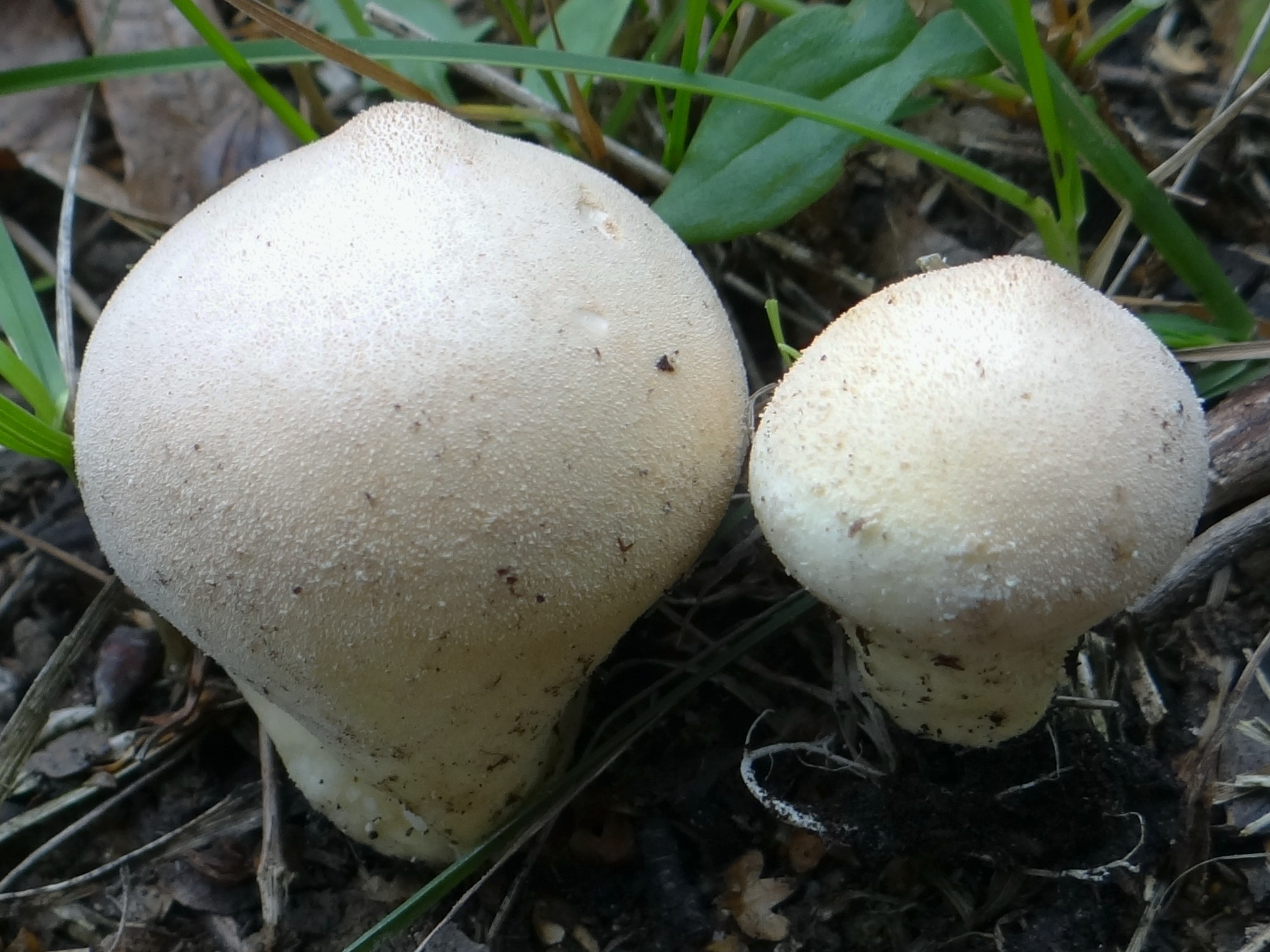
Lycoperdon molle

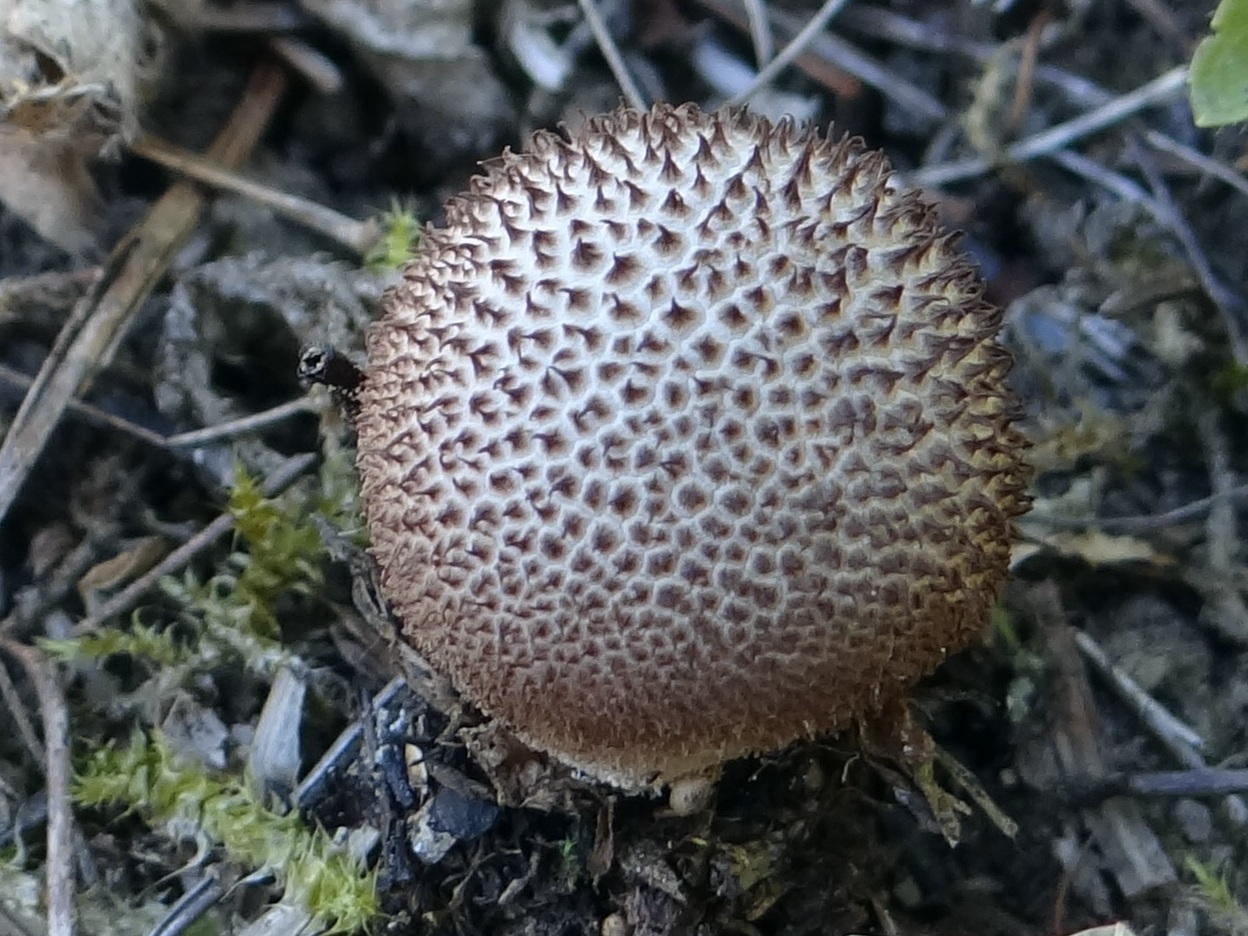
Lycoperdon nigrescens sin. foetidum
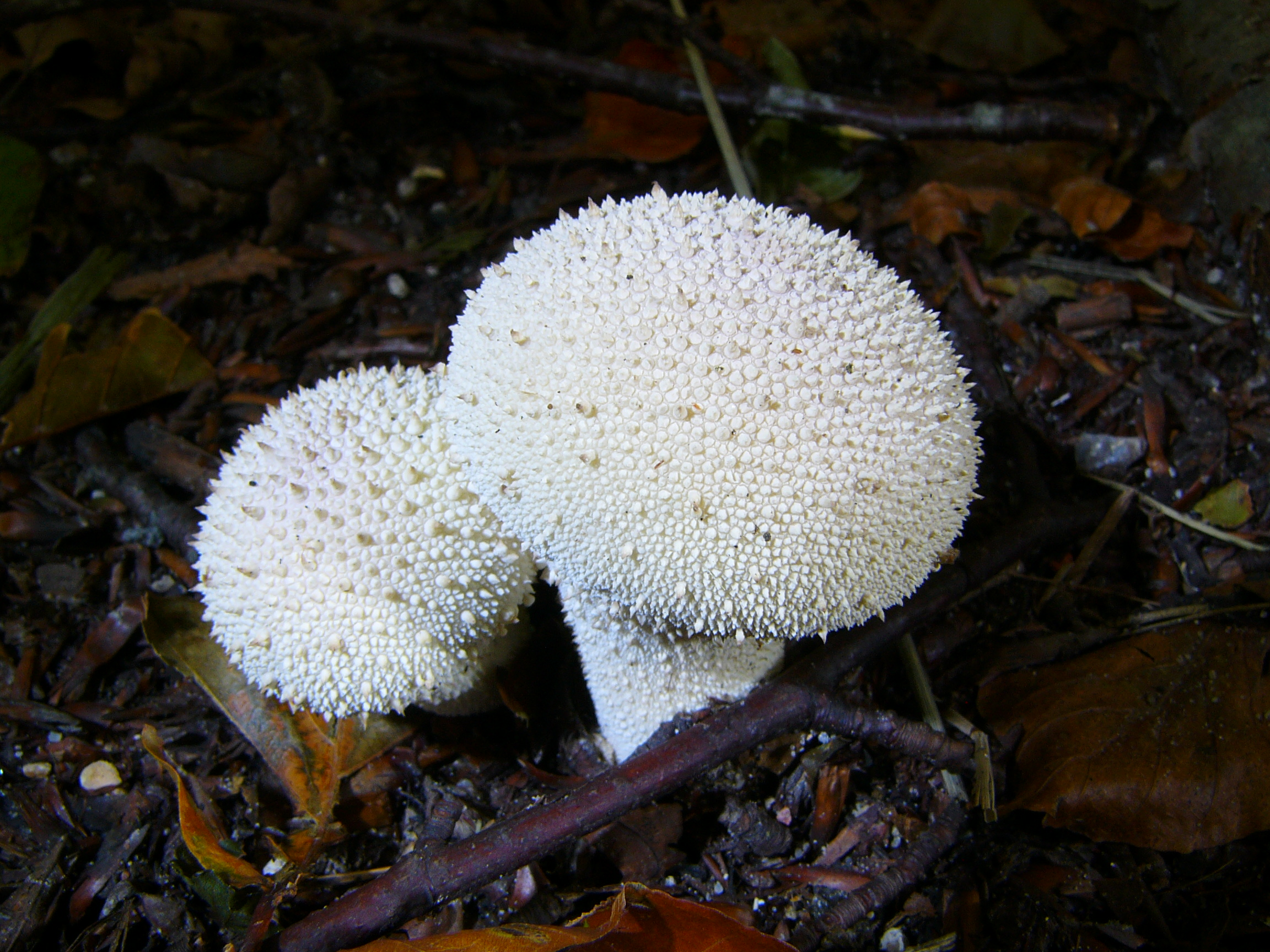
Lycoperdon perlatum
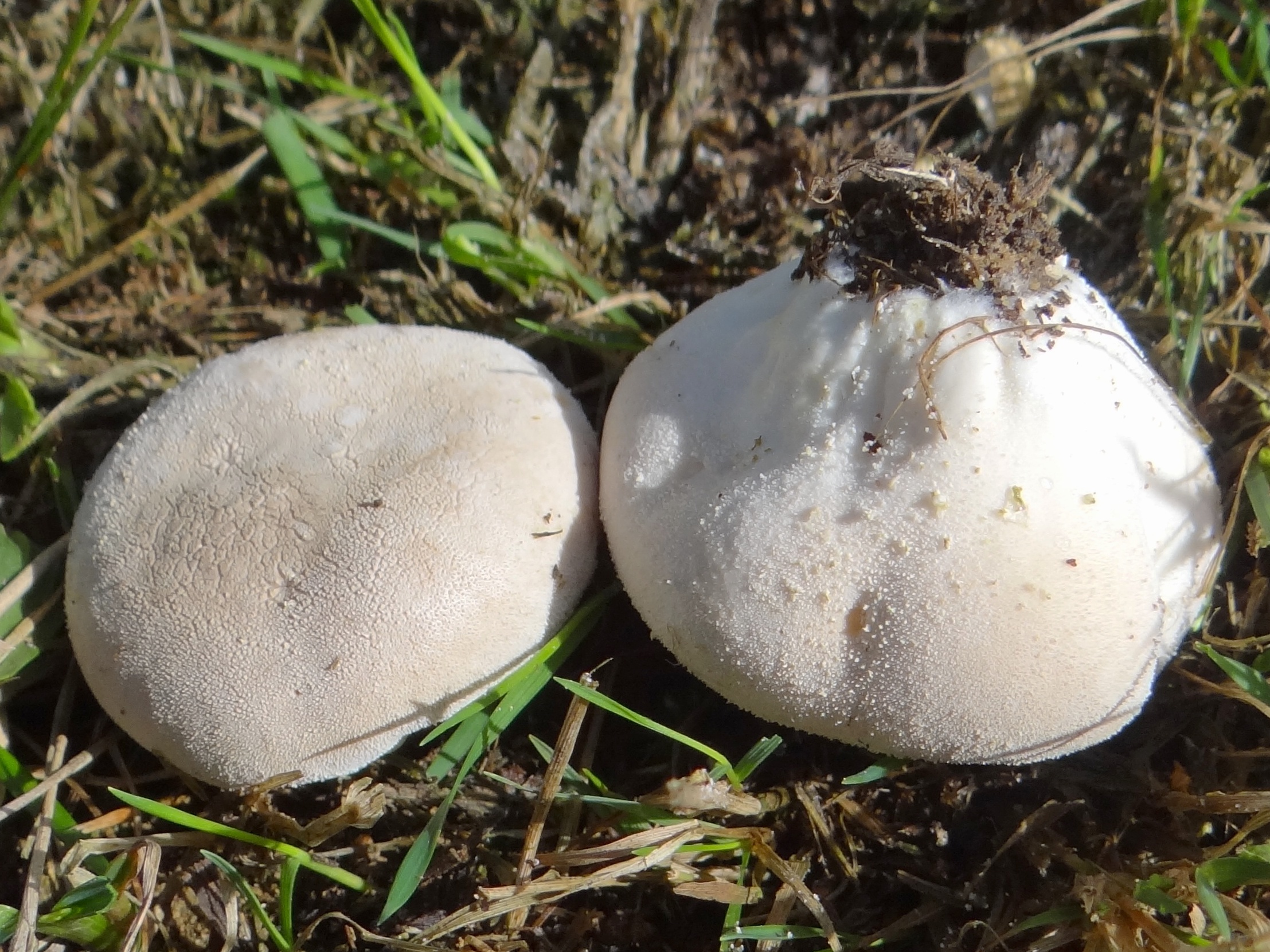
L. pratense
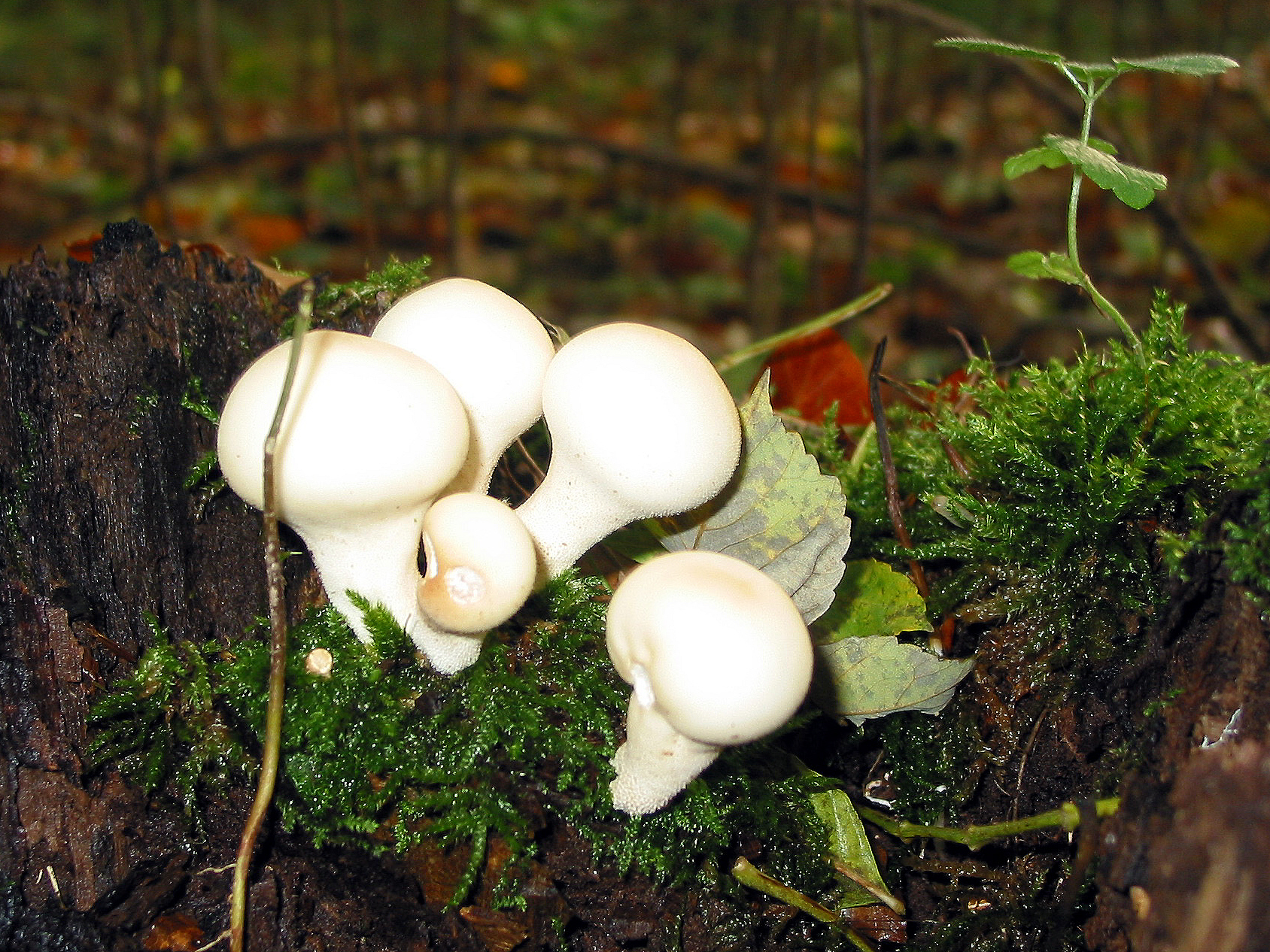
Lycoperdon pyriforme
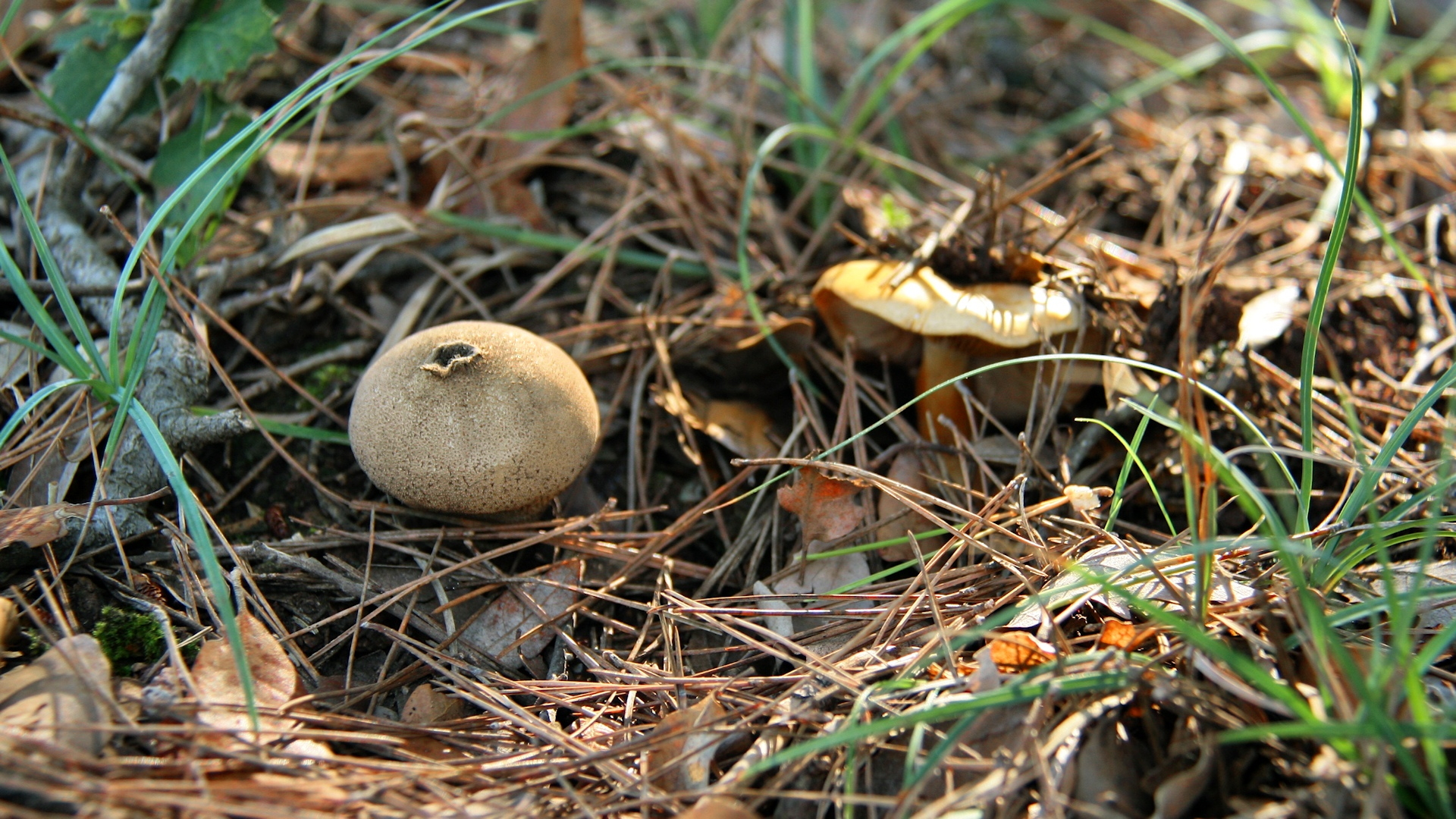
Lycoperdon umbrinum
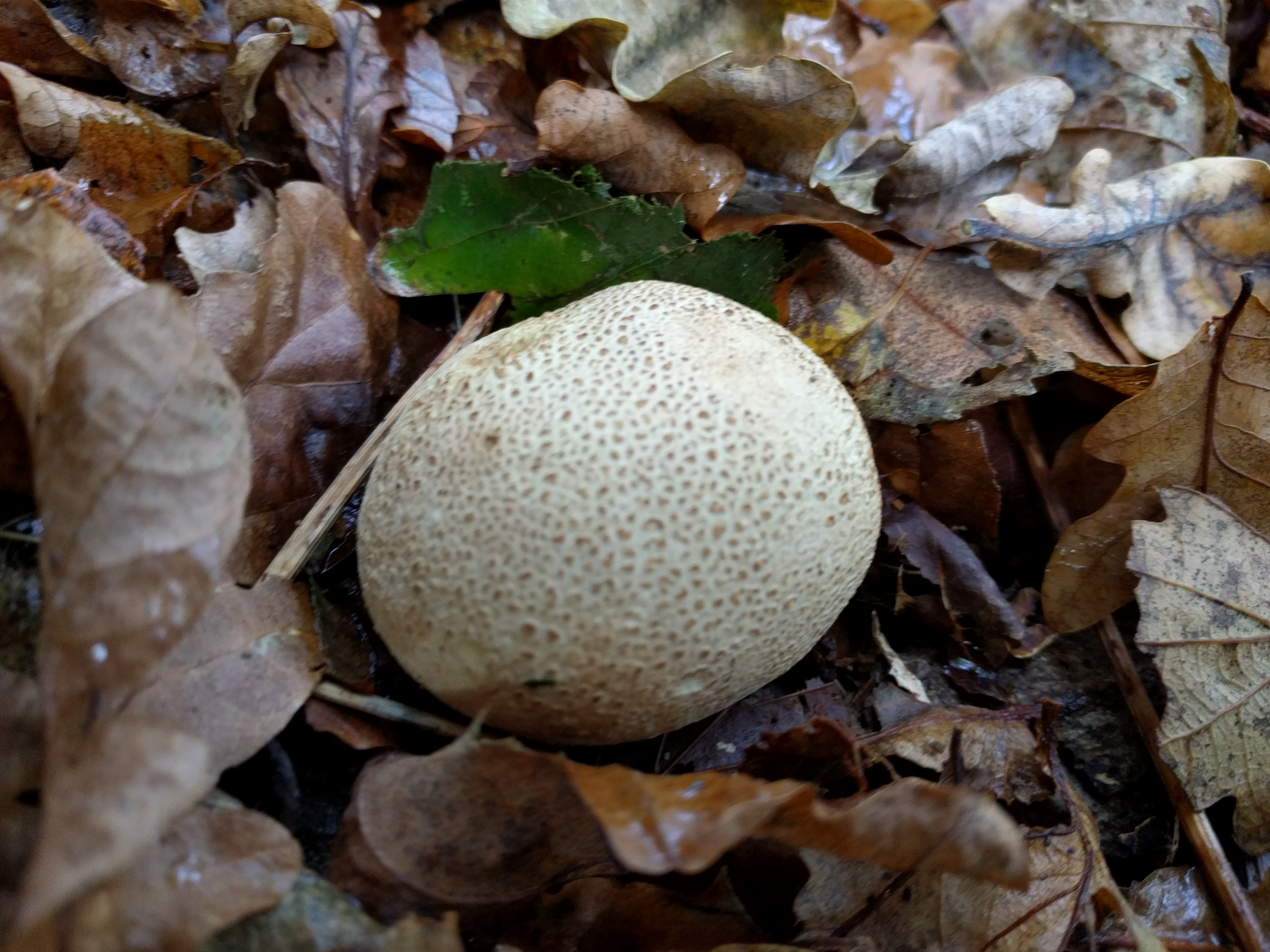
!!Scleroderma citrinum!!

## Valorificare
Pe vremuri, praful buretelui sau carnea, uscată în stadiu tânăr și apoi frământată, a fost aplicată (dar și cel ale altor soiuri comestibile din acest gen) ca antihemoragic și, de asemenea, ca antiseptic (până astăzi la țară).
Mingea de puf  este  comestibilă și delicată cât culoarea glebei este complet albă, dar nu se potrivește cu fierberea ei, devenind vâscoasă. Înainte de preparare, la fel ca la cașul ciorii, cuticula trebuie să fie îndepărtată (merge cu ușurință) deoarece are o textură tare, ca de piele. Mai departe, ciuperca nu se spală niciodată, deoarece interiorul ei se comportă ca un burete, va absorbii apa, astfel compromițând prelucrarea ulterioară a ciupercii.
Un studiu al concentrațiilor de cupru și zinc la 28 de specii diferite de ciuperci comestibile a arătat că Lycoperdon utriforme a bioacumulat selectiv atât cupru (251,9mg Cu/kg, cât și zinc (282,1mg Zn/kg de ciupercă) la niveluri mai ridicate decât toate celelalte ciuperci testate. Autorii notează că, deși aceste oligoelemente sunt necesități nutriționale importante pentru om și că specia poate fi considerată o sursă bună pentru asimilarea acestor elemente, cu toate că se știe, că absorbția elementelor (biodisponibilitatea) din ciuperci este scăzută datorită absorbției limitate în intestinul subțire.

## Bibiliografie
- Bruno Cetto: „I funghi dal vero”, volumele1-7 (inclus speciile asemănătoare)
- Rose Marie Dähncke: „1200 Pilze in Farbfotos”, Editura AT Verlag, Aarau 2004, ISBN 3-8289-1619-8
- Ewald Gerhard: „Der große BLV Pilzführer“ (cu 1200 de specii descrise și 1000 fotografii), Editura BLV Buchverlag GmbH & Co. KG, ediția a 9-a, München 2018, ISBN 978-3-8354-1839-4
- Jean-Louis Lamaison & Jean-Marie Polese: „Der große Pilzatlas“, Editura Tandem Verlag GmbH, Potsdam 2012, ISBN 978-3-8427-0483-1
- J. E. și M. Lange: „BLV Bestimmungsbuch - Pilze”, Editura BLV Verlagsgesellschaft, München, Berna Viena 1977, p. 116, ISBN 3-405-11568-2
- Hans E. Laux: „Der große Pilzführer, Editura Kosmos, Halberstadt 2001, ISBN 978-3-440-14530-2
- Gustav Lindau, Eberhard Ulbrich: „Die höheren Pilze, Basidiomycetes, mit Ausschluss der Brand- und Rostpilze”, Editura  J. Springer, Berlin 1928
- Till E. Lohmeyer & Ute Künkele: „Pilze – bestimmen und sammeln”, Editura Parragon Books Ltd., Bath 2014, ISBN 978-1-4454-8404-4
- Meinhard Michael Moser: „Röhrlinge und Blätterpilze - Kleine Kryptogamenflora Mitteleuropas”, ediția a 5-ea, vol. 2, Editura Gustav Fischer, Stuttgart 1983